# Lygodactylus tolampyae
Lygodactylus tolampyae là một loài thằn lằn trong họ Gekkonidae. Loài này được Grandidier mô tả khoa học đầu tiên năm 1872.